# Lesmesodon
Il lesmesodonte (gen. Lesmesodon) è un mammifero carnivoro estinto, appartenente ai creodonti. Visse nell'Eocene inferiore - medio (circa 52 - 48 milioni di anni fa) e i suoi resti fossili sono stati ritrovati in Germania, nel ben noto giacimento di Messel, e in Francia.

## Descrizione
Questo animale era molto piccolo, e non doveva superare i 40 centimetri di lunghezza, coda compresa. L'aspetto doveva essere piuttosto simile a quello di un piccolo mustelide attuale, come la martora. Il cranio era però più grosso e allungato. Fossili eccezionali che hanno preservato le impronte dei tessuti molli indicano che questo animale era dotato di un folto pelo, e che la coda era particolarmente folta e simile a quella di uno scoiattolo o di una volpe.

## Classificazione
Lesmesodon è stato descritto per la prima volta nel 1982 ed è stato attribuito a una nuova specie di Proviverra (P. edingeri), un creodonte già noto da tempo. Solo nel 1999 un nuovo studio basato su nuovi resti fossili ha messo in luce importanti differenze tra le specie di Proviverra precedentemente note e P. edingeri, rendendo necessaria l'istituzione di un nuovo genere, Lesmesodon appunto. Lesmesodon e Proviverra appartengono ai proviverrini, un gruppo di creodonti di piccole dimensioni, classificati nella famiglia degli ienodontidi. Di Lesmesodon sono note varie specie: L. edingeri e L. behnkeae, entrambe rinvenute nel ben noto pozzo di Messel, in Germania, e L. gunnelli, proveniente da Prémontré in Francia.

## Paleobiologia
Le caratteristiche di Lesmesodon indicano che questo animale era un piccolo predatore generalista, probabilmente dalle abitudini terricole. Un altro creodonte eocenico dotato di una dentatura simile era Quercytherium.